# Colonialismo austriaco
Il colonialismo austriaco consistette in una serie di tentativi, operati tra il XVII e il XIX secolo, da parte dell'Impero austriaco prima e dell'Impero austro-ungarico poi, volti ad ottenere profitti dal commercio coloniale e di fondare delle proprie colonie oltremare; a causa della competizione con le altre potenze coloniali e di un governo poco propenso a portare avanti una tale politica, i tentativi coloniali austriaci furono infruttuosi.

## La Compagnia di Ostenda e gli insediamenti in India

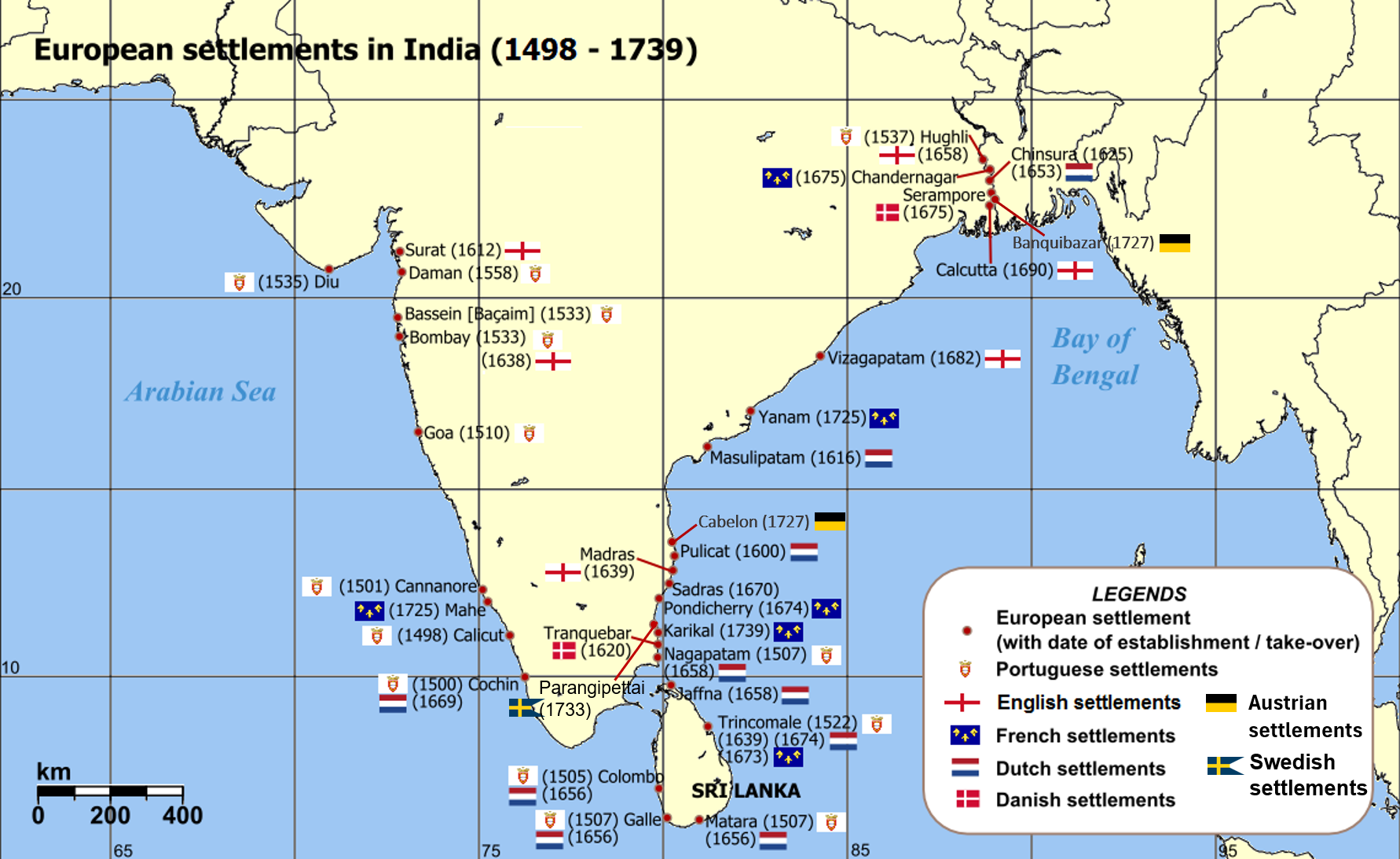
Insediamenti austriaci e di altri paesi europei in India.

La Compagnia di Ostenda, che aveva base nell'omonima città dell'attuale Belgio, fu una compagnia commerciale privata che commerciò con le Indie grazie a patenti concesse nel 1722 dai Paesi Bassi Austriaci.
La Compagnia acquistò, per conto del governo austriaco, alcuni porti della costa del Coromandel e del Bengala, quali: Cabelon e Banquibazar, quest'ultimo principale roccaforte austriaca in India. Sempre la Compagnia d'Ostenda, tra il 1717 e il 1719, aprì una filiale a Canton, in Cina. Questa stazione commerciale fu molto prospera per merito dell'aumento dei prezzi del Tè, tanto da rappresentare una forte concorrenze e suscitare le proteste delle compagnie commerciali di Regno Unito e Paesi Bassi.
Le pressioni politiche internazionali sul governo austriaco, portarono al ritiro delle patenti già nel 1727 e interruppero di conseguenza la crescita della compagnia, che si sciolse nel giro di pochi anni.

## Le isole Nicobare
La colonizzazione delle Isole Nicobare (poste tra la Birmania, l'India e l'Indonesia) fu un breve tentativo di occupare queste isole dell'Oceano Indiano da parte degli Austriaci. 
Furono inizialmente colonizzate dai Danesi nel 1756, ma il loro tentativo fallì e perciò la colonia austriaca venne stabilita nel 1778 sul sito di un precedente insediamento danese. Nel 1783, a causa della mancanza di un valido supporto da parte del governo, gli ultimi colonizzatori abbandonarono l'arcipelago.
Nel 1858 la nave SMS Novara, impegnata nella circumnavigazione del globo terrestre, attraccò a Car Nicobar con intenti scientifici e eventualmente coloniali. Karl Ritter von Scherzer, studioso ed esploratore austriaco, propose al governo austroungarico di tenere in considerazione la colonizzazione dell'area, ma l'opportunità venne persa. Tuttavia, in seguito a questa esplorazione, vennero portati in Austria numerosi manufatti indigeni locali.
Ogni tentativo di colonizzazione austriaca delle isole Andamene e Nicobare si concluse nel 1868 quando gli inglesi ci si stabilirono permanentemente.

## Esplorazioni artiche nel XIX secolo
Nel 1873, una spedizione austriaca fu inviata al Polo nord e scoprì un arcipelago, ribattezzato Terra di Francesco Giuseppe in onore dell'imperatore dell'epoca. Questi territori non furono mai né rivendicati, né colonizzati, tuttavia fu solo nel 1926 che l'Unione Sovietica prese possesso di queste isole.

## Il Borneo Settentrionale

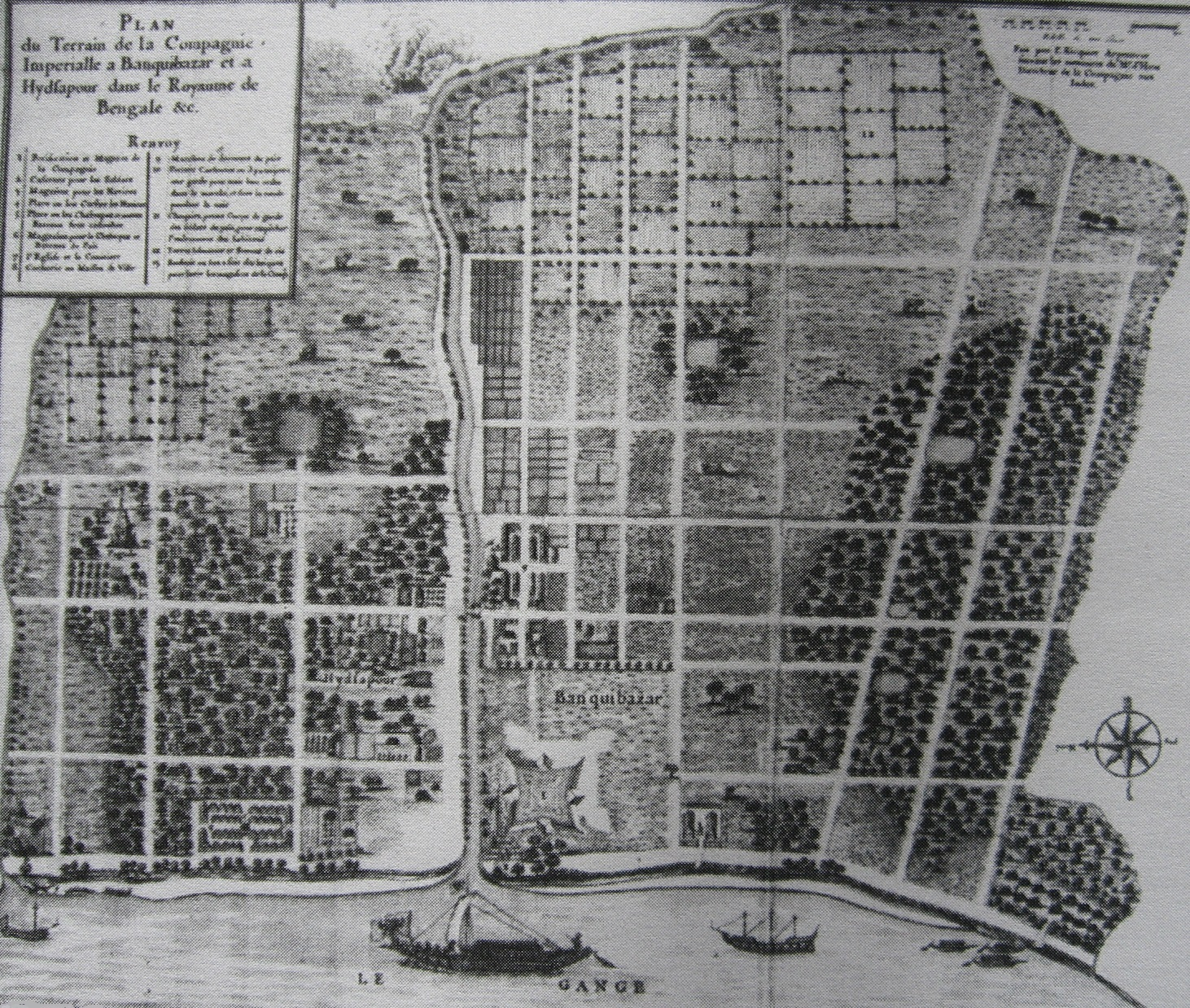
Disegno che mostra il territorio della compagnia a Banquibazar-Hydsiapour nel Bengala, sede della Compagnia di Ostenda in India. Il nord punta a sinistra. Disegno fatto durante l'amministrazione del governatore Alexander Hume. Copia del 1764 dell'originale del 1730.

Nel 1875 una compagnia commerciale internazionale con sede ad Hong Kong, i cui principali azionisti erano Statunitensi, Britannici e Cinesi, vendette i suoi diritti sul Borneo settentrionale (l'attuale stato di Sabah nella Malesia) al console austro-ungarico ad Hong Kong, il barone Gustav Overbeck. Questi riuscì nel 1878 ad ottenere un rinnovo di 10 anni del contratto di locazione di questi territori dal Temenggong del Brunei, a cui aggiunse anche quelli della costa orientale, stipulando un trattato analogo con il Sultano di Sulu.
Per finanziare i suoi piani per il Nord Borneo, Overbeck trovò sostegno finanziario dai fratelli Edward e Alfred Dent. Tuttavia non ricevette aiuti dal governo austro-ungarico, che si disinteressò delle sue trattative; Overbeck si rivolse quindi al governo italiano per vendere le concessioni e formare una colonia penale, ma anche l'Italia a sua volta si mostrò non interessata. Infine Overbeck si rivolse al governo tedesco, ma anche la Germania, suo paese d'origine, non intervenne, perciò nel 1879 Overbeck rinunciò ai suoi diritti, lasciandoli ai fratelli Dent, finché il Borneo Settentrionale fu infine occupato dai Britannici.

## La Conferenza di Berlino e la spartizione dell'Africa
Nel 1885, nonostante non fosse una potenza coloniale, l'Austria-Ungheria partecipò assieme alle altre Grandi Potenze alla Conferenza di Berlino, volta a disciplinare la politica coloniale tra le nazioni d'Europa.

## L'esplorazione di Bolts e la colonia in Mozambico
Nel 1776 un ufficiale commerciale britannico espulso, il colonnello William Bolts, si rivolse alla corte imperiale austriaca con la richiesta di fondare una compagnia commerciale per esplorare possibili rotte in Africa, India e Cina. L'imperatrice Maria Teresa fu incuriosita e decise di formare la Trieste Austrian Asian Company, con Bolts a capo dell'azienda. Il colonnello Bolts era stato precedentemente al servizio della British East India Company ed era già abile negli sforzi commerciali e di colonizzazione e aveva anche sentito dire che l'area era un possibile sito per l'estrazione dell'oro.
Salpando dalle Fiandre nel 1778, Bolts e la sua compagnia di sudditi italo-austriaci attraccarono nella baia di Delagoa (oggi Maputo) sulla costa del sud-est dell'Africa. Bolts stipulò poi dei trattati con i capi Mabudu locali, che ivi abitavano, e acquisì da uno di questi il porto dell'area precedentemente abbandonata dalla Compagnia Olandese delle Indie Orientali. Vi fu costruito un avamposto commerciale e la colonia iniziò a prosperare.
Bolts decise di salpare poco dopo per far avanzare gli interessi austriaci in India. Dopo due anni, la colonia, composta da 155 uomini e diverse donne, commerciava avorio, con profitti che arrivavano fino a 75 000 sterline all'anno.
La presenza austriaca nella baia di Delagoa provocò un drammatico cambiamento nel prezzo dell'avorio. Ciò era dovuto alla produzione austriaca, che superava quella portoghese nel resto del Mozambico. Il porto fu però investito da un'epidemia di malaria nel 1781 e i portoghesi affermarono con successo il loro dominio sull'area; quindi procedettero a cacciare il resto dei coloni austriaci.
Nel 1783 l'avventuriero Móric Benyovszky presentò alla corte imperiale il suggerimento di conquistare il Madagascar sotto la bandiera austriaca. Tuttavia, gli Asburgo non gli concessero alcun sostegno finanziario o militare.

## Le trattative per l'acquisto di Río de Oro
Dopo la perdita di numerosi territori spagnoli nella guerra ispano-americana, la diplomazia spagnola negoziò la vendita di Río de Oro (l'attuale Sahara Occidentale), con il suo porto a Villa Cisneros, alla Società Coloniale Austro-Ungarica. L'imperatore Francesco Giuseppe sostenne apertamente l'accordo, promosso da Ernst Weisl, presidente della Società Coloniale Austro-Ungarica e da Agenor Goluchowsi, ministro degli Esteri austriaco. Il Parlamento Ungherese, però, non interessato ad avventure coloniali e che voleva abbassare le spese navali, pose il veto all'acquisto della colonia.

## La rivolta dei Boxer in Cina e la concessione di Tientsin
In seguito alla rivolta dei Boxer, l'Impero Austro-Ungarico inviò un corpo militare in Cina, così come le altre grandi potenze dell'epoca. Come contropartita ottenne una concessione nella città di Tientsin, che dopo la Prima Guerra Mondiale fu aggregata alla preesistente Concessione Italiana.

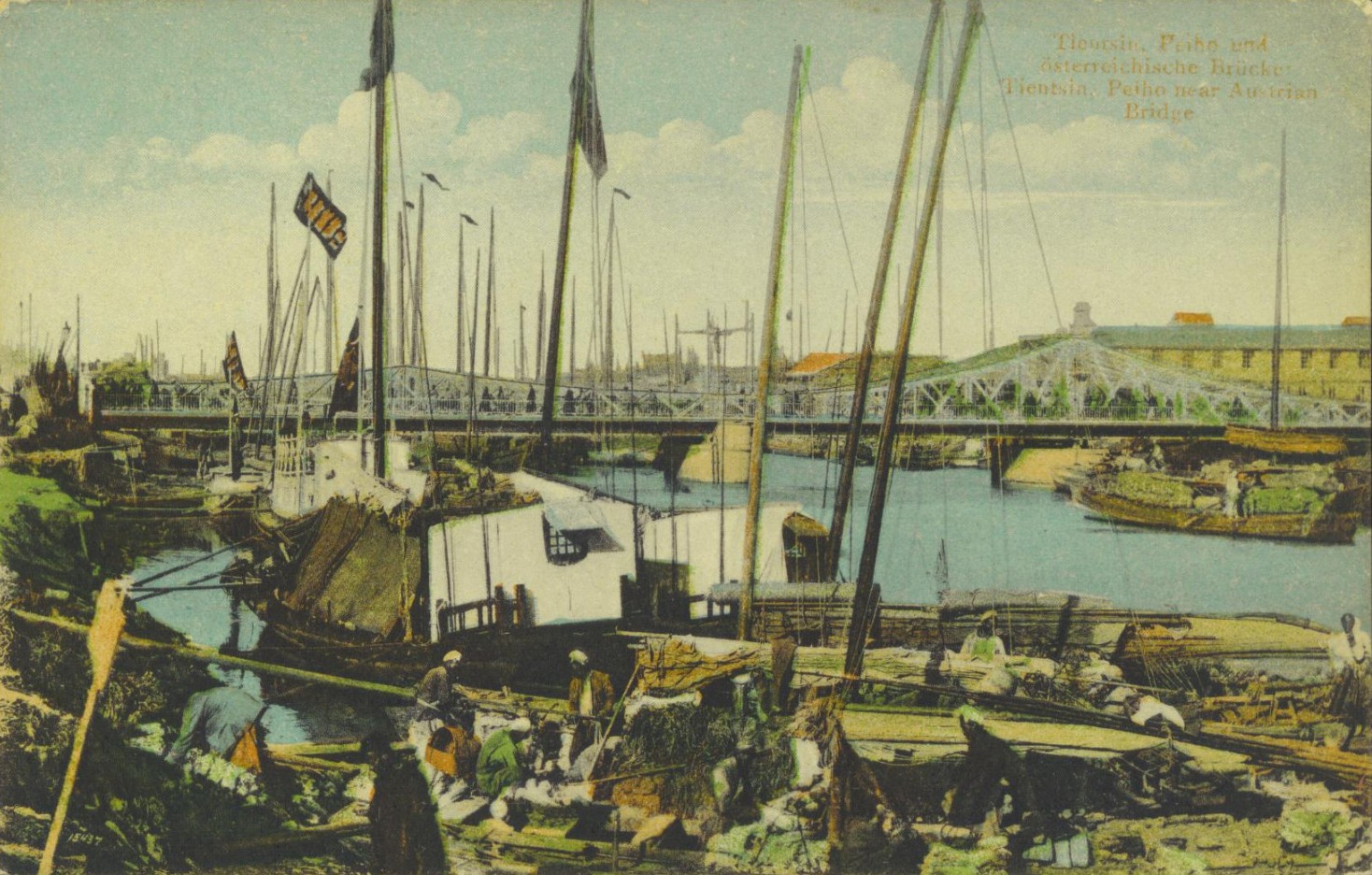
La concessione austroungarica di Tientsin vista dalla sua banchina sul fiume Pei Ho. Cartolina emessa nel 1910.